# Euplectus californicus
Euplectus californicus är en skalbaggsart som beskrevs av Thomas Casey 1887. Euplectus californicus ingår i släktet Euplectus och familjen kortvingar. Inga underarter finns listade i Catalogue of Life.